# Municipio de May (condado de Cass)
El municipio de May (en inglés: May Township) es un municipio ubicado en el condado de Cass en el estado estadounidense de Minnesota. En el año 2010 tenía una población de 852 habitantes y una densidad poblacional de 5,44 personas por km².

## Geografía
El municipio de May se encuentra ubicado en las coordenadas 46°23′28″N 94°35′28″O / 46.39111, -94.59111. Según la Oficina del Censo de los Estados Unidos, el municipio tiene una superficie total de 156.58 km², de la cual 155,21 km² corresponden a tierra firme y (0,87 %) 1,37 km² es agua.

## Demografía
Según el censo de 2010, había 852 personas residiendo en el municipio de May. La densidad de población era de 5,44 hab./km². De los 852 habitantes, el municipio de May estaba compuesto por el 97,18 % blancos, el 0,23 % eran afroamericanos, el 0,82 % eran amerindios, el 0,12 % eran asiáticos, el 0,82 % eran de otras razas y el 0,82 % eran de una mezcla de razas. Del total de la población el 1,64 % eran hispanos o latinos de cualquier raza.